# Ligue de diamant 2016
Navigation
La 7e édition de la Ligue de diamant (en anglais 2016 IAAF Diamond League) se déroule du 6 mai au 9 septembre 2016. Organisée par l'Association internationale des fédérations d'athlétisme, cette compétition regroupe comme lors des éditions précédentes quatorze meetings internationaux répartis sur quatre continents.
La Ligue de diamant 2016 débute le 6 mai 2016 à Doha et se poursuit à Shanghai, Rabat, Eugene, Rome, Birmingham, Oslo, Stockholm, Monaco, Londres, Lausanne et Paris-Saint-Denis. Les finales se déroulent successivement les 1er et 9 septembre 2016 à Zurich et Bruxelles.
En 2016, le Maroc fait officiellement partie des pays hôtes de la ligue de diamant en accueillant le Meeting international Mohammed-VI qui remplace le meeting de New York.

## Compétition

### Épreuves
| Sprint            | Demi-fond     | Fond    | Haies                                         | Sauts                                                         | Lancers                                            |
| ----------------- | ------------- | ------- | --------------------------------------------- | ------------------------------------------------------------- | -------------------------------------------------- |
| 100 m 200 m 400 m | 800 m 1 500 m | 5 000 m | 100 / 110 m haies 400 m haies 3 000 m steeple | Saut en hauteur Saut à la perche Saut en longueur Triple saut | Lancer du poids Lancer du javelot Lancer du disque |

### Points
Chaque épreuve donne lieu à des points attribués en fonction des performances. À partir de 2016, 10 points sont attribués pour le premier, 6 points pour le deuxième et 4 points pour le troisième, 3 points pour le quatrième, 2 points pour le cinquième et 1 point pour le sixième (avant 2016, seuls les 3 premiers recevaient respectivement 4, 2 et 1 points). Les points sont doublés lors des finales organisées sur les deux derniers meetings.
| Place | Points | Points (finales) |
| ----- | ------ | ---------------- |
| 1er   | 10     | 20               |
| 2e    | 6      | 12               |
| 3e    | 4      | 8                |
| 4e    | 3      | 6                |
| 5e    | 2      | 4                |
| 6e    | 1      | 2                |

### Calendrier
| #  | Date                  | Lieu        | Meeting                    | 100 | 200 | 400 | 800 | 1500 | 5000 | Stee | 110h | 400h | Haut | Perc | Long | Trip | Poid | Disq | Jave |
| -- | --------------------- | ----------- | -------------------------- | --- | --- | --- | --- | ---- | ---- | ---- | ---- | ---- | ---- | ---- | ---- | ---- | ---- | ---- | ---- |
| 1  | 6 mai 2016            | Doha        | Doha Diamond League        | F   | H   | H   | F   | H    | F    | H    | H    | F    | H    | F    | -    | H/F  | F    | H    | F    |
| 2  | 14 mai 2016           | Shanghai    | Shanghai Golden Grand Prix | H   | F   | F   | H   | F    | H    | F    | H    | H    | F    | H    | H/F  | -    | H    | F    | H    |
| 3  | 22 mai 2016           | Rabat       | Meeting Mohammed-VI        | F   | H   | H   | H/F | -    | F    | H    | H    | F    | H    | F    | H    | F    | F    | H    | F    |
| 4  | 28 mai 2016           | Eugene      | Prefontaine Classic        | H   | F   | F   | H   | F    | H    | F    | F    | H    | F    | H    | F    | H    | H    | F    | H    |
| 5  | 2 juin 2016           | Rome        | Golden Gala                | F   | H   | H   | F   | H    | F    | H    | H    | F    | H    | F    | H    | F    | F    | H    | F    |
| 6  | 5 juin 2016           | Birmingham  | Birmingham Grand Prix      | F   | H   | H   | F   | H    | F    | H    | F    | F    | H    | F    | H    | F    | F    | H    | F    |
| 7  | 9 juin 2016           | Oslo        | Bislett Games              | H   | F   | F   | -   | H/F  | H    | F    | F    | H    | F    | H    | F    | H    | H    | F    | H    |
| 8  | 16 juin 2016          | Stockholm   | Bauhaus-Galan              | H   | F   | F   | H   | F    | H    | F    | F    | H    | F    | H    | F    | H    | H    | F    | H    |
| 9  | 15 juillet 2016       | Monaco      | Meeting Herculis           | F   | H   | H   | F   | H    | F    | H    | H    | F    | H    | F    | H    | F    | F    | H    | F    |
| 10 | 22 et 23 juillet 2016 | Londres     | London Grand Prix          | H   | F   | F   | H   | F    | H    | F    | F    | H    | F    | F    | H    | H    | H    | F    | H    |
| 11 | 25 août 2016          | Lausanne    | Athletissima               | F   | H   | H   | F   | H    | F    | H    | H    | F    | H    | H    | F    | F    | F    | H    | F    |
| 12 | 27 août 2016          | Saint-Denis | Meeting de Paris           | H   | F   | F   | H   | F    | H    | F    | F    | H    | F    | H    | F    | H    | H    | F    | H    |
| 13 | 1er septembre 2016    | Zurich      | Weltklasse                 | H   | F   | H   | F   | F    | H    | F    | F    | H    | F    | H    | F    | H    | H    | F    | H    |
| 14 | 9 septembre 2016      | Bruxelles   | Mémorial Van Damme         | F   | H   | F   | H   | H    | F    | H    | H    | F    | H    | F    | H    | F    | F    | H    | F    |

| H | Épreuves masculines | F | Épreuves féminines |  | Finales |

## Résultats

### Palmarès 2016
Pour remporter le trophée de la Ligue diamant, l'athlète doit obligatoirement participer à la finale (Zurich ou Bruxelles), et ce dans la discipline pour laquelle il a concouru durant la saison.
| Hommes            | Hommes            | Hommes |
| ----------------- | ----------------- | ------ |
| 100 m             | Asafa Powell      | 26 pts |
| 200 m             | Alonso Edward     | 44 pts |
| 400 m             | Lashawn Merritt   | 50 pts |
| 800 m             | Ferguson Rotich   | 39 pts |
| 1 500 m / Mile    | Asbel Kiprop      | 42 pts |
| 3 000 m / 5 000 m | Hagos Gebrhiwet   | 35 pts |
| 110 m haies       | Orlando Ortega    | 60 pts |
| 400 m haies       | Kerron Clement    | 51 pts |
| 3 000 m steeple   | Conseslus Kipruto | 70 pts |
| Saut en longueur  | Fabrice Lapierre  | 36 pts |
| Triple saut       | Christian Taylor  | 60 pts |
| Saut en hauteur   | Erik Kynard       | 46 pts |
| Saut à la perche  | Renaud Lavillenie | 72 pts |
| Lancer du poids   | Tom Walsh         | 58 pts |
| Lancer du disque  | Piotr Małachowski | 54 pts |
| Lancer du javelot | Jakub Vadlejch    | 50 pts |

| Femmes            | Femmes                  | Femmes |
| ----------------- | ----------------------- | ------ |
| 100 m             | Elaine Thompson         | 50 pts |
| 200 m             | Dafne Schippers         | 48 pts |
| 400 m             | Stephenie Ann McPherson | 39 pts |
| 800 m             | Caster Semenya          | 60 pts |
| 1 500 m           | Laura Muir              | 40 pts |
| 3 000 m / 5 000 m | Almaz Ayana             | 50 pts |
| 100 m haies       | Kendra Harrison         | 70 pts |
| 400 m haies       | Cassandra Tate          | 50 pts |
| 3 000 m steeple   | Ruth Jebet              | 56 pts |
| Saut en longueur  | Ivana Španović          | 68 pts |
| Triple saut       | Caterine Ibargüen       | 76 pts |
| Saut en hauteur   | Ruth Beitia             | 61 pts |
| Saut à la perche  | Ekateríni Stefanídi     | 62 pts |
| Lancer du poids   | Valerie Adams           | 58 pts |
| Lancer du disque  | Sandra Perković         | 80 pts |
| Lancer du javelot | Madara Palameika        | 59 pts |

### Hommes

#### Courses
| # | Meeting     | 100 m                         | 200 m                         | 400 m                        | 800/1 000 m                                  | 1 500 m/Mile                         | 3 000/5 000 m                          | 110 m haies                 | 400 m haies                  | 3 000 m steeple                         |
| 1 | Doha        | —                             | Ameer Webb 19 s 85 (MR, PB)   | LaShawn Merritt 44 s 41      | —                                            | Asbel Kiprop 3 min 32 s 15 (WL)      | —                                      | Omar McLeod 13 s 05 (WL)    | —                            | Conseslus Kipruto 8 min 5 s 13 (WL)     |
| 2 | Shanghai    | Justin Gatlin 9 s 94 (SB)     | —                             | —                            | Ferguson Cheruiyot Rotich 1 min 45 s 68 (SB) | —                                    | Muktar Edris 12 min 59 s 96 (WL, MR)   | Omar McLeod 12 s 98 (WL)    | Michael Tinsley 48 s 90 (WL) | —                                       |
| 3 | Rabat       | —                             | Alonso Edward 20 s 07         | LaShawn Merritt 44 s 66 (MR) | Pierre-Ambroise Bosse 1 min 44 s 51 (SB)     | —                                    | —                                      | David Oliver 13 s 12 (MR)   | —                            | Conseslus Kipruto 8 min 2 s 77 (WL, MR) |
| 4 | Eugene      | Justin Gatlin 9 s 88          | —                             | —                            | Boris Berian 1 min 44 s 20 (SB)              | —                                    | Muktar Edris 12 min 59 s 43 (WL)       | —                           | Michael Tinsley 48 s 74 (SB) | —                                       |
| 5 | Rome        | —                             | Ameer Webb 20 s 04            | Wayde van Niekerk 44 s 19    | —                                            | Elijah Manangoi 3 min 33 s 96        | —                                      | Orlando Ortega 13 s 22      | —                            | Conseslus Kipruto 8 min 1 s 41 (WL)     |
| 6 | Birmingham  | —                             | Andre De Grasse 20 s 16 (SB)  | Kirani James 44 s 23 (MR)    | —                                            | Asbel Kiprop 3 min 29 s 33 (WL, MR)  | —                                      | —                           | —                            | Conseslus Kipruto 8 min 0 s 12 (WL, MR) |
| 7 | Oslo        | Andre De Grasse 10 s 07 (SB)  | —                             | —                            | —                                            | Asbel Kiprop 3 min 51 s 48 (WL)      | Hagos Gebrhiwet 13 min 7 s 70          | —                           | Yasmani Copello 48 s 79 (SB) | —                                       |
| 8 | Stockholm   | Jak Ali Harvey 10 s 18        | —                             | —                            | Ferguson Cheruiyot Rotich 1 min 45 s 07      | —                                    | Ibrahim Jeilan 13 min 3 s 22 (PB)      |                             | Javier Culson 49 s 43        | —                                       |
| 9 | Monaco      | —                             | Alonso Edward 20 s 10         | Wayde van Niekerk 44 s 12    | —                                            | Ronald Kwemoi 3 min 30 s 49 (PB)     | —                                      | Orlando Ortega 13 s 22 (NR) | —                            | Conseslus Kipruto 8 min 8 s 11          |
| 10 | Londres     | Jimmy Vicaut 10 s 02          | —                             | —                            | Pierre-Ambroise Bosse 1 min 43 s 88 (SB)     | —                                    | Mo Farah 12 min 59 s 29 (WL)           | —                           | Kerron Clement 48 s 40 (SB)  | —                                       |
| 11 | Lausanne    | —                             | Churandy Martina 19 s 81 (NR) | LaShawn Merritt 44 s 50      | Ayanleh Souleiman 2 min 13 s 49 (WL, MR, NR) | —                                    | —                                      | Orlando Ortega 13 s 11      | —                            | Abraham Kibiwott 8 min 9 s 58           |
| 12 | Saint-Denis | Ben Youssef Méité 9 s 96 (NR) | —                             | —                            | Alfred Kipketer 1 min 42 s 87 (PB)           | —                                    | Yomif Kejelcha 7 min 28 s 19 (WJR, WL) | —                           | Nicholas Bett 48 s 01 (SB)   | —                                       |
| 13 | Zurich      | Asafa Powell 9 s 94           | —                             | LaShawn Merritt 44 s 64      | —                                            | —                                    | Hagos Gebrhiwet 13 min 14 s 82         | —                           | Kerron Clement 48 s 72       | —                                       |
| 14 | Bruxelles   | —                             | Julian Forte 19 s 97 (PB)     | —                            | Adam Kszczot 1 min 44 s 36                   | Timothy Cheruiyot 3 min 31 s 34 (PB) | —                                      | Orlando Ortega 13 s 08      | —                            | Conseslus Kipruto 8 min 3 s 74          |
| Records et Performances - AR : Record continental (area record) - CR : Record des championnats (championship record) - MR : Record du meeting (meet record) - NR : Record national (national record) - OR : Record olympique (olympic record) - PR : Record paralympique (paralympic record) - PB : Record personnel (personal best) - SB : Meilleure performance personnelle de la saison (season's best) - WL : Meilleure performance mondiale de l'année (world leader) - WJR : Record du monde junior (world junior record) - WR : Record du monde (world record) Circonstances et Conditions - DNF : N'a pas terminé (did not finish) - DNS : N'a pas pris le départ (did not start) - DQ : Disqualification (disqualification) - NM : Aucun essai valable enregistré (No Mark) - Q : Qualifié « directement » au prochain tour (ou à la prochaine compétition), lors d'une compétition majeure, grâce au classement ou à la réalisation des minima (automatic qualifier) - q : Qualifié au prochain tour (ou à la prochaine compétition), lors d'une compétition majeure, grâce au repêchage ou à la réalisation de l'une des meilleures performances parmi celles des « non qualifiés directement » (grâce au meilleur temps ou à la meilleure distance par exemple) (secondary qualifier) |             |                               |                               |                              |                                              |                                      |                                        |                             |                              |                                         |

#### Concours
| # | Meeting     | Saut en longueur            | Triple saut                       | Saut en hauteur                | Saut à la perche          | Lancer du poids            | Lancer du disque               | Lancer du javelot             |
| 1 | Doha        | —                           | Christian Taylor 17,23 m (WL)     | Erik Kynard 2,33 m (WL)        | —                         | —                          | Piotr Małachowski 68,03 m (WL) | —                             |
| 2 | Shanghai    | Gao Xinglong 8,14 m (SB)    | —                                 | —                              | Sam Kendricks 5,88 m (PB) | Kurt Roberts 21,40 m (SB)  | —                              | Thomas Röhler 85,71 m         |
| 3 | Rabat       | Rushwal Samaai 8,38 m (=MR) | —                                 | Bohdan Bondarenko 2,31 m (SB)  | —                         | —                          | Piotr Małachowski 67,45 m (MR) | —                             |
| 4 | Eugene      | —                           | Christian Taylor 17,46 m (WL)     | —                              | Renaud Lavillenie 5,81 m  | Joe Kovacs 22,13 m (WL)    | —                              | Ihab Abdelrahman 87,37 m (WL) |
| 5 | Rome        | Greg Rutherford 8,31 m (SB) | —                                 | Bohdan Bondarenko 2,33 m (SB)  | —                         | —                          | Robert Urbanek 65,00 m         | —                             |
| 6 | Birmingham  | Marquise Goodwin 8,42 m     | —                                 | Mutaz Essa Barshim 2,37 m (WL) | —                         | —                          | Piotr Malachowski 67,50 m      | —                             |
| 7 | Oslo        | —                           | Alexis Copello 16,91 m            | —                              | Renaud Lavillenie 5,80 m  | Joe Kovacs 22,01 m         | —                              | Thomas Röhler 89,30 m (WL)    |
| 8 | Stockholm   | —                           | Christian Taylor 17,59 m          | —                              | Renaud Lavillenie 5,73 m  | Tom Walsh 21,13 m          | —                              | Ihab Abdelrahman 86,00 m      |
| 9 | Monaco      | Damar Forbes 8,23 m (SB)    | —                                 | Gianmarco Tamberi 2,39 m (NR)  | —                         | —                          | Piotr Małachowski 65,57 m      | —                             |
| 10 | Londres     | Gao Xinglong 8,11 m         | Christian Taylor 17,78 m (WL, MR) | —                              | —                         | Joe Kovacs 22,04 m         | —                              | Jakub Vadlejch 85,72 m        |
| 11 | Lausanne    | —                           | —                                 | Mutaz Essa Barshim 2,35 m      | Sam Kendricks 5,92 m (MR) | —                          | Philip Milanov 65,61 m         | —                             |
| 12 | Saint-Denis | —                           | Chris Carter 16,92 m              | —                              | Renaud Lavillenie 5,93 m  | Tom Walsh 22,00 m (AR, MR) | —                              | Jakub Vadlejch 88,02 m (PB)   |
| 13 | Zurich      | —                           | Christian Taylor 17,80 m (MR)     | —                              | Sam Kendricks 5,90 m      | Tom Walsh 22,20 m (AR)     | —                              | Jakub Vadlejch 87,28 m        |
| 14 | Bruxelles   | Luvo Manyonga 8,48 m (PB)   | —                                 | Erik Kynard 2,32 m             | —                         | —                          | Daniel Ståhl 65,78 m           | —                             |
| Records et Performances - AR : Record continental (area record) - CR : Record des championnats (championship record) - MR : Record du meeting (meet record) - NR : Record national (national record) - OR : Record olympique (olympic record) - PR : Record paralympique (paralympic record) - PB : Record personnel (personal best) - SB : Meilleure performance personnelle de la saison (season's best) - WL : Meilleure performance mondiale de l'année (world leader) - WJR : Record du monde junior (world junior record) - WR : Record du monde (world record) Circonstances et Conditions - DNF : N'a pas terminé (did not finish) - DNS : N'a pas pris le départ (did not start) - DQ : Disqualification (disqualification) - NM : Aucun essai valable enregistré (No Mark) - Q : Qualifié « directement » au prochain tour (ou à la prochaine compétition), lors d'une compétition majeure, grâce au classement ou à la réalisation des minima (automatic qualifier) - q : Qualifié au prochain tour (ou à la prochaine compétition), lors d'une compétition majeure, grâce au repêchage ou à la réalisation de l'une des meilleures performances parmi celles des « non qualifiés directement » (grâce au meilleur temps ou à la meilleure distance par exemple) (secondary qualifier) |             |                             |                                   |                                |                           |                            |                                |                               |

### Femmes

#### Courses
| # | Meeting     | 100 m                           | 200 m                            | 400 m                           | 800 m                                          | 1 500 m/Mile                              | 3 000/5 000 m                            | 100 m haies                          | 400 m haies                  | 3 000 m steeple                    |
| 1 | Doha        | Tori Bowie 10 s 80 (WL, MR, PB) | —                                | —                               | Caster Semenya 1 min 58 s 26 (WL)              | —                                         | Almaz Ayana 8 min 23 s 11 (WL)           | —                                    | Eilidh Doyle 54 s 53 (WL)    | —                                  |
| 2 | Shanghai    | —                               | Murielle Ahouré 22 s 72          | Shaunae Miller 50 s 45          | —                                              | Faith Kipyegon 3 min 56 s 82 (WL, MR, NR) | —                                        | —                                    | —                            | Hyvin Kiyeng 9 min 7 s 42 (WL, MR) |
| 3 | Rabat       | Elaine Thompson 11 s 02 (MR)    | —                                | —                               | Caster Semenya 1 min 56 s 64 (WL, MR)          | —                                         | Almaz Ayana 14 min 16 s 31 (WL, MR)      | —                                    | Janieve Russell 54 s 16 (PB) | —                                  |
| 4 | Eugene      | —                               | Tori Bowie 21 s 99 (WL, PB)      | Shaunae Miller 50 s 15          | —                                              | Faith Kipyegon 3 min 56 s 41 (WL, PB)     | —                                        | Kendra Harrison 12 s 24 (WL, MR, NR) | —                            | Ruth Jebet 8 min 59 s 97 (WL, NR)  |
| 5 | Rome        | Elaine Thompson 10 s 87 (SB)    | —                                | —                               | Caster Semenya 1 min 56 s 64 (=WL)             | —                                         | Almaz Ayana 14 min 12 s 59 (WL, MR, DLR) | —                                    | Janieve Russell 53 s 96 (WL) | —                                  |
| 6 | Birmingham  | English Gardner 11 s 02         | —                                | —                               | Francine Niyonsaba 1 min 56 s 92 (MR)          | —                                         | Vivian Cheruiyot 15 min 12 s 79          | Kendra Harrison 12 s 46 (MR)         | Cassandra Tate 54 s 57 (SB)  | —                                  |
| 7 | Oslo        | —                               | Dafne Schippers 21 s 93 (WL, MR) | Stephenie Ann McPherson 51 s 04 | —                                              | Faith Kipyegon 4 min 18 s 60 (WL)         | —                                        | Brianna Rollins 12 s 56              | —                            | Hyvin Jepkemoi 9 min 9 s 57        |
| 8 | Stockholm   | —                               | Dina Asher-Smith 22 s 72         | Novlene Williams-Mills 52 s 29  | —                                              | Angelika Cichocka 4 min 3 s 25 (SB)       | —                                        | Kendra Harrison 12 s 66              | —                            | Ruth Jebet 9 min 8 s 37 (MR)       |
| 9 | Monaco      | Dafne Schippers 10 s 98         | —                                | —                               | Caster Semenya 1 min 55 s 30 (WL, MR, DLR, NR) | —                                         | Hellen Obiri 8 min 24 s 27               | —                                    | Eilidh Doyle 54 s 09 (PB)    | —                                  |
| 10 | Londres     | —                               | Dafne Schippers 22 s 13          | Shaunae Miller 49 s 55 (WL)     | —                                              | Laura Muir 3 min 57 s 49 (MR, NR)         | —                                        | Kendra Harrison 12 s 20 (WR)         | —                            | Habiba Ghribi 9 min 21 s 35 (SB)   |
| 11 | Lausanne    | Elaine Thompson 10 s 78         | —                                | —                               | Francine Niyonsaba 1 min 57 s 71               | —                                         | Genzebe Dibaba 8 min 31 s 84 (MR)        | —                                    | Dalilah Muhammad 53 s 78     | —                                  |
| 12 | Saint-Denis | —                               | Dafne Schippers 22 s 13          | Natasha Hastings 50 s 06        | —                                              | Laura Muir 3 min 55 s 22 (WL, MR, NR)     | —                                        | Kendra Harrison 12 s 44              | —                            | Ruth Jebet 8 min 52 s 78 (WR)      |
| 13 | Zurich      | —                               | Elaine Thompson 21 s 85 (DLR)    | —                               | Caster Semenya 1 min 56 s 44                   | Shannon Rowbury 3 min 57 s 78 (SB)        | —                                        | Kendra Harrison 12 s 63              | —                            | Ruth Jebet 9 min 7 s 00 (MR)       |
| 14 | Bruxelles   | Elaine Thompson 10 s 72 (MR)    | —                                | Caster Semenya 50 s 40 (PB)     | —                                              | —                                         | Almaz Ayana 14 min 18 s 89 (MR)          | —                                    | Cassandra Tate 54 s 47 (SB)  | —                                  |
| Records et Performances - AR : Record continental (area record) - CR : Record des championnats (championship record) - MR : Record du meeting (meet record) - NR : Record national (national record) - OR : Record olympique (olympic record) - PR : Record paralympique (paralympic record) - PB : Record personnel (personal best) - SB : Meilleure performance personnelle de la saison (season's best) - WL : Meilleure performance mondiale de l'année (world leader) - WJR : Record du monde junior (world junior record) - WR : Record du monde (world record) Circonstances et Conditions - DNF : N'a pas terminé (did not finish) - DNS : N'a pas pris le départ (did not start) - DQ : Disqualification (disqualification) - NM : Aucun essai valable enregistré (No Mark) - Q : Qualifié « directement » au prochain tour (ou à la prochaine compétition), lors d'une compétition majeure, grâce au classement ou à la réalisation des minima (automatic qualifier) - q : Qualifié au prochain tour (ou à la prochaine compétition), lors d'une compétition majeure, grâce au repêchage ou à la réalisation de l'une des meilleures performances parmi celles des « non qualifiés directement » (grâce au meilleur temps ou à la meilleure distance par exemple) (secondary qualifier) |             |                                 |                                  |                                 |                                                |                                           |                                          |                                      |                              |                                    |

#### Concours
| # | Meeting     | Saut en longueur           | Triple saut                        | Saut en hauteur          | Saut à la perche                      | Lancer du poids            | Lancer du disque                      | Lancer du javelot             |
| 1 | Doha        | —                          | Caterine Ibargüen 15,04 m (WL, MR) | —                        | Sandi Morris 4,83 m (WL, MR, PB)      | Tia Brooks 19,48 m (PB)    | —                                     | Sunette Viljoen 65,14 m (SB)  |
| 2 | Shanghai    | Ivana Španović 6,95 m (MR) | —                                  | Levern Spencer 1,94 m    | —                                     | —                          | Sandra Perković 70,88 m (WL, MR, DLR) | —                             |
| 3 | Rabat       | —                          | Caterine Ibargüen 14,51 m          | —                        | Ekaterini Stefanidi 4,75 m (MR, PB)   | Valerie Adams 19,68 m (SB) | —                                     | Madara Palameika 64,76 m (MR) |
| 4 | Eugene      | Brittney Reese 6,92 m (SB) | —                                  | Chaunte Lowe 1,95 m      | —                                     | —                          | Sandra Perković 68,57 m               | —                             |
| 5 | Rome        | —                          | Caterine Ibargüen 14,78 m          | —                        | Ekaterini Stefanidi 4,75 m (=PB)      | Valerie Adams 19,69 m (SB) | —                                     | Sunette Viljoen 61,95 m       |
| 6 | Birmingham  | —                          | Olga Rypakova 14,61 m (=SB)        | —                        | Yarisley Silva 4,84 m (MR, DLR)       | Tia Brooks 19,73 m (PB)    | —                                     | Madara Palameika 65,68 m (SB) |
| 7 | Oslo        | Ivana Španović 6,94 m      | —                                  | Ruth Beitia 1,90 m       | —                                     | —                          | Sandra Perković 67,10 m               | —                             |
| 8 | Stockholm   | Ivana Španović 6,90 m      | —                                  | Ruth Beitia 1,93 m (SB)  | —                                     | —                          | Sandra Perković 68,32 m               | —                             |
| 9 | Monaco      | —                          | Caterine Ibargüen 14,96 m          | —                        | Ekaterini Stefanidi 4,81 m            | Valerie Adams 20,05 m (SB) | —                                     | Tatsiana Khaladovich 65,62 m  |
| 10 | Londres     | —                          | —                                  | Ruth Beitia 1,98 m (=SB) | Ekaterini Stefanidi 4,80 m            | —                          | Sandra Perković 69,94 m (MR)          | —                             |
| 11 | Lausanne    | Ivana Španović 6,83 m      | Caterine Ibargüen 14,76 m          | —                        | —                                     | Valerie Adams 19,94 m      | —                                     | Madara Palameika 65,29 m      |
| 12 | Saint-Denis | Ivana Španović 6,90 m      | —                                  | Ruth Beitia 1,98 m (=SB) | —                                     | —                          | Sandra Perković 67,62 m               | —                             |
| 13 | Zurich      | Brittney Reese 6,95 m      | —                                  | Ruth Beitia 1,96 m       | —                                     | —                          | Sandra Perković 68,44 m               | —                             |
| 14 | Bruxelles   | —                          | Caterine Ibargüen 14,66 m          | —                        | Sandi Morris 5,00 m (WL, DLR, NR, MR) | Michelle Carter 19,98 m    | —                                     | Madara Palameika 66,18 m (NR) |
| Records et Performances - AR : Record continental (area record) - CR : Record des championnats (championship record) - MR : Record du meeting (meet record) - NR : Record national (national record) - OR : Record olympique (olympic record) - PR : Record paralympique (paralympic record) - PB : Record personnel (personal best) - SB : Meilleure performance personnelle de la saison (season's best) - WL : Meilleure performance mondiale de l'année (world leader) - WJR : Record du monde junior (world junior record) - WR : Record du monde (world record) Circonstances et Conditions - DNF : N'a pas terminé (did not finish) - DNS : N'a pas pris le départ (did not start) - DQ : Disqualification (disqualification) - NM : Aucun essai valable enregistré (No Mark) - Q : Qualifié « directement » au prochain tour (ou à la prochaine compétition), lors d'une compétition majeure, grâce au classement ou à la réalisation des minima (automatic qualifier) - q : Qualifié au prochain tour (ou à la prochaine compétition), lors d'une compétition majeure, grâce au repêchage ou à la réalisation de l'une des meilleures performances parmi celles des « non qualifiés directement » (grâce au meilleur temps ou à la meilleure distance par exemple) (secondary qualifier) |             |                            |                                    |                          |                                       |                            |                                       |                               |

## Classements
Classements définitifs :

### Hommes
| Rang | Athlète           | Points |
| ---- | ----------------- | ------ |
|      | Asafa Powell      | 26     |
| 2    | Ben Youssef Méité | 24     |
| 3    | Akani Simbine     | 18     |
| 4    | Mike Rodgers      | 13     |
| 5    | Kim Collins       | 10     |

| Rang | Athlète             | Points |
| ---- | ------------------- | ------ |
|      | Alonso Edward       | 44     |
| 2    | Churandy Martina    | 27     |
| 3    | Julian Forte        | 25     |
| 4    | Christophe Lemaitre | 15     |
| 5    | Adam Gemili         | 12     |

| Rang | Athlète         | Points |
| ---- | --------------- | ------ |
|      | Lashawn Merritt | 50     |
| 2    | Bralon Taplin   | 24     |
| 3    | Isaac Makwala   | 20     |
| 4    | Nery Brenes     | 10     |
| 4    | Steven Gardiner | 10     |

| Rang | Athlète               | Points |
| ---- | --------------------- | ------ |
|      | Ferguson Rotich       | 39     |
| 2    | Pierre-Ambroise Bosse | 29     |
| 3    | Adam Kszczot          | 27     |
| 4    | Alfred Kipketer       | 18     |
| 5    | Amel Tuka             | 13     |

| Rang | Athlète           | Points |
| ---- | ----------------- | ------ |
|      | Asbel Kiprop      | 42     |
| 2    | Elijah Manangoi   | 28     |
| 3    | Abdalaati Iguider | 21     |
| 4    | Timothy Cheruiyot | 20     |
| 5    | Robert Biwott     | 14     |

| Rang | Athlète           | Points |
| ---- | ----------------- | ------ |
|      | Hagos Gebrhiwet   | 35     |
| 2    | Muktar Edris      | 30     |
| 3    | Yomif Kejelcha    | 22     |
| 4    | Abdalaati Iguider | 13     |
| 5    | Paul Chelimo      | 12     |

| Rang | Athlète                | Points |
| ---- | ---------------------- | ------ |
|      | Conseslus Kipruto      | 70     |
| 2    | Abraham Kibiwott       | 20     |
| 2    | Paul Kipsiele Koech    | 20     |
| 4    | Nicholas Kiptanui Bett | 12     |
| 4    | Evan Jager             | 12     |

| Rang | Athlète                 | Points |
| ---- | ----------------------- | ------ |
|      | Orlando Ortega          | 60     |
| 2    | Pascal Martinot-Lagarde | 23     |
| 3    | Dimitri Bascou          | 21     |
| 4    | Wilhem Belocian         | 16     |
| 5    | Balázs Baji             | 4      |
| 5    | David Omoregie          | 4      |

| Rang | Athlète        | Points |
| ---- | -------------- | ------ |
|      | Kerron Clement | 51     |
| 2    | Javier Culson  | 35     |
| 3    | L.J. van Zyl   | 17     |
| 4    | Rasmus Mägi    | 8      |
| 5    | Kariem Hussein | 5      |

| Rang | Athlète            | Points |
| ---- | ------------------ | ------ |
|      | Erik Kynard        | 46     |
| 2    | Mutaz Essa Barshim | 36     |
| 3    | Robert Grabarz     | 31     |
| 4    | Bohdan Bondarenko  | 29     |
| 5    | Andriy Protsenko   | 8      |

| Rang | Athlète              | Points |
| ---- | -------------------- | ------ |
|      | Renaud Lavillenie    | 72     |
| 2    | Sam Kendricks        | 50     |
| 3    | Piotr Lisek          | 15     |
| 4    | Stanley Joseph       | 10     |
| 5    | Thiago Braz da Silva | 8      |

| Rang | Athlète          | Points |
| ---- | ---------------- | ------ |
|      | Fabrice Lapierre | 36     |
| 2    | Gao Xinglong     | 30     |
| 3    | Luvo Manyonga    | 20     |
| 4    | Damar Forbes     | 19     |
| 5    | Jarrion Lawson   | 8      |

| Rang | Athlète          | Points |
| ---- | ---------------- | ------ |
|      | Christian Taylor | 60     |
| 2    | Alexis Copello   | 32     |
| 3    | Chris Carter     | 28     |
| 4    | Troy Doris       | 21     |
| 5    | Chris Benard     | 13     |

| Rang | Athlète           | Points |
| ---- | ----------------- | ------ |
|      | Tom Walsh         | 58     |
| 2    | Joe Kovacs        | 42     |
| 3    | Kurt Roberts      | 22     |
| 4    | Ryan Crouser      | 19     |
| 5    | Konrad Bukowiecki | 11     |

| Rang | Athlète              | Points |
| ---- | -------------------- | ------ |
|      | Piotr Malachowski    | 54     |
| 2    | Daniel Ståhl         | 34     |
| 3    | Philip Milanov       | 26     |
| 4    | Robert Urbanek       | 25     |
| 5    | Lukas Weisshaidinger | 14     |

| Rang | Athlète          | Points |
| ---- | ---------------- | ------ |
|      | Jakub Vadlejch   | 50     |
| 2    | Thomas Röhler    | 46     |
| 3    | Julian Weber     | 15     |
| 4    | Keshorn Walcott  | 14     |
| 5    | Vítezslav Veselý | 8      |

### Femmes
| Rang | Athlète             | Points |
| ---- | ------------------- | ------ |
|      | Elaine Thompson     | 50     |
| 2    | Dafne Schippers     | 34     |
| 3    | Desiree Henry       | 12     |
| 4    | Carina Horn         | 11     |
| 5    | Christania Williams | 8      |

| Rang | Athlète                 | Points |
| ---- | ----------------------- | ------ |
|      | Dafne Schippers         | 48     |
| 2    | Elaine Thompson         | 30     |
| 3    | Dina Asher-Smith        | 16     |
| 3    | Simone Facey            | 16     |
| 5    | Veronica Campbell-Brown | 8      |
| 5    | Allyson Felix           | 8      |

| Rang | Athlète                 | Points |
| ---- | ----------------------- | ------ |
|      | Stephenie Ann McPherson | 39     |
| 2    | Natasha Hastings        | 32     |
| 3    | Caster Semenya          | 20     |
| 4    | Courtney Okolo          | 12     |
| 5    | Shericka Jackson        | 9      |

| Rang | Athlète            | Points |
| ---- | ------------------ | ------ |
|      | Caster Semenya     | 60     |
| 2    | Francine Niyonsaba | 50     |
| 3    | Eunice Sum         | 17     |
| 4    | Lynsey Sharp       | 15     |
| 5    | Margaret Wambui    | 8      |

| Rang | Athlète         | Points |
| ---- | --------------- | ------ |
|      | Laura Muir      | 40     |
| 2    | Faith Kipyegon  | 36     |
| 3    | Shannon Rowbury | 23     |
| 4    | Sifan Hassan    | 18     |
| 5    | Dawit Seyaum    | 16     |

| Rang | Athlète               | Points |
| ---- | --------------------- | ------ |
|      | Almaz Ayana           | 50     |
| 2    | Hellen Obiri          | 28     |
| 3    | Senbere Teferi        | 15     |
| 4    | Viola Jelagat Kibiwot | 11     |
| 5    | Etenesh Diro          | 8      |

| Rang | Athlète            | Points |
| ---- | ------------------ | ------ |
|      | Ruth Jebet         | 56     |
| 2    | Hyvin Jepkemoi     | 44     |
| 3    | Sofia Assefa       | 19     |
| 4    | Beatrice Chepkoech | 18     |
| 5    | Emma Coburn        | 16     |

| Rang | Athlète            | Points |
| ---- | ------------------ | ------ |
|      | Kendra Harrison    | 70     |
| 2    | Dawn Harper Nelson | 23     |
| 3    | Jasmin Stowers     | 17     |
| 4    | Cindy Ofili        | 16     |
| 5    | Cindy Roleder      | 8      |

| Rang | Athlète             | Points |
| ---- | ------------------- | ------ |
|      | Cassandra Tate      | 50     |
| 2    | Eilidh Doyle        | 40     |
| 3    | Sara Slott Petersen | 20     |
| 4    | Wenda Nel           | 18     |
| 5    | Kaliese Spencer     | 13     |

| Rang | Athlète         | Points |
| ---- | --------------- | ------ |
|      | Ruth Beitia     | 61     |
| 2    | Levern Spencer  | 25     |
| 3    | Sofie Skoog     | 20     |
| 4    | Kamila Licwinko | 19     |
| 5    | Inika McPherson | 14     |

| Rang | Athlète             | Points |
| ---- | ------------------- | ------ |
|      | Ekateríni Stefanídi | 62     |
| 2    | Sandi Morris        | 30     |
| 3    | Nicole Büchler      | 27     |
| 4    | Lisa Ryzih          | 8      |
| 5    | Tina Šutej          | 4      |

| Rang | Athlète           | Points |
| ---- | ----------------- | ------ |
|      | Ivana Španović    | 68     |
| 2    | Brittney Reese    | 36     |
| 3    | Lorraine Ugen     | 22     |
| 4    | Tianna Bartoletta | 15     |
| 5    | Darya Klishina    | 14     |

| Rang | Athlète               | Points |
| ---- | --------------------- | ------ |
|      | Caterine Ibargüen     | 76     |
| 2    | Olga Rypakova         | 39     |
| 3    | Paraskeví Papahrístou | 20     |
| 4    | Patrícia Mamona       | 18     |
| 5    | Kimberly Williams     | 15     |

| Rang | Athlète           | Points |
| ---- | ----------------- | ------ |
|      | Valerie Adams     | 58     |
| 2    | Anita Márton      | 33     |
| 3    | Michelle Carter   | 32     |
| 4    | Brittany Smith    | 14     |
| 5    | Aliona Dubitskaya | 12     |

| Rang | Athlète              | Points |
| ---- | -------------------- | ------ |
|      | Sandra Perkovic      | 80     |
| 2    | Mélina Robert-Michon | 28     |
| 3    | Denia Caballero      | 24     |
| 4    | Nadine Muller        | 20     |
| 5    | Shanice Craft        | 9      |

| Rang | Athlète              | Points |
| ---- | -------------------- | ------ |
|      | Madara Palameika     | 59     |
| 2    | Kathryn Mitchell     | 25     |
| 3    | Barbora Špotáková    | 23     |
| 4    | Tatsiana Khaladovich | 20     |
| 5    | Liina Laasma         | 9      |